# Янгикурган
Янгикурган (узб. Yangiqoʻrgʻon/Янгиқўрғон) — городской посёлок (с 1976 года), административный центр Янгикурганского района Наманганской области Узбекистана.

## География
Посёлок расположен в 16 км от железнодорожной станции Чартак (на линии Наманган — Учкурган).

## Население
| 1979 | 1989   |
| ---- | ------ |
| 7016 | 11 561 |